# Stone Cold Classics
Stone Cold Classics è una raccolta della rock band britannica Queen pubblicata l'11 aprile 2006, solo per il mercato Statunitense. La raccolta è nata in congiunzione con un episodio del Reality Show American Idol, nel quale una puntata è stata dedicata alla band londinese.

## Tracce
1. Stone Cold Crazy – 2:14 (testo: Queen)
2. Tie Your Mother Down (Single Version) – 3:46 (testo: May)
3. Fat Bottomed Girls (Single Version) – 3:23 (testo: May)
4. Another One Bites the Dust – 3:35 (testo: Deacon)
5. Crazy Little Thing Called Love – 2:43 (testo: Mercury)
6. We Will Rock You – 2:00 (testo: May)
7. We Are the Champions – 3:00 (testo: Mercury)
8. Radio Ga Ga – 5:48 (testo: Taylor)
9. Bohemian Rhapsody – 5:54 (testo: Mercury)
10. The Show Must Go On – 4:33 (testo: Queen)
11. These Are the Days of Our Lives – 4:13 (testo: Queen)
12. I Want It All ('Queen Rocks' version) – 4:30 (testo: Queen)
13. All Right Now (feat. Paul Rodgers) (live in Sheffield) – 6:54 (testo: Fraser, Rodgers)
14. Feel Like Makin' Love (feat. Paul Rodgers) (live in Sheffield) – 6:20 (testo: Rodgers, Ralphs)

Durata totale: 58:53